# Giuseppe Giovanni Provana di Collegno
Giuseppe Giovanni Maria Provana di Collegno (Torino, circa 1728 – Torino, 1761) fu un nobile piemontese, sindaco di Torino nel 1750 e vicario di politica e polizia.

## Biografia
Nacque a Torino dal conte Giuseppe Ignazio, gentiluomo di camera di Carlo Emanuele III, precettore di Luigi di Carignano e sindaco di Torino nel 1730, e da Geronima Salomone di Serravalle di
Vercelli.
Laureato in giurisprudenza, entrò nel corpo decurionale della città di Torino, fu vicario di politica e polizia, sindaco di Torino nel 1750, consigliere del re e riformatore degli studi dell’Università di Torino.
Sposò Grazia Delfina Avogadro della Motta di Vercelli e i due ebbero sette figli, dei quali il primogenito fu Giuseppe Francesco Giovanni Nepomuceno.
Il nipote Giuseppe Luigi Provana di Collegno fu sindaco di Torino nel 1822, 1830 e 1831.